# Отоваска (микрорайон)
Микрорайон Отоваска (рум. Cartieul Otovasca) находится в столице Молдовы, в Кишиневе. Входит в состав сектора Чеканы. Микрорайон Отоваска — это крупнейшая промышленная зона Кишинева, в которой располагаются большинство заводов и фабрик. В настоящее время большинство из заводов и фабрик, расположенных в Отоваске, не работают или используются под другие функции.

## Название
Первоначальное название можно объяснить: 1) антропоним Отава, 2) название поместья Отэваска, что означает «поместье Отавы»; 3) прилагательным женского рода название отэваска, где первичное соотносящийся смысл — «участок земли, на котором растет отава» или «часть поместья, отведенная под сенокос».

## История

##### Первые упоминания
Первые упоминания о местности Отоваска зафиксированы во второй половине 19 века. Можно предполагать, что название местности Отоваска произошло от фамилии землевладельцев, переехавших из города Орхей (Оргеев), или его окрестностей.

##### Развитие в советский период
Частью Кишинева Отоваска стала в 20-е годы. После окончания Великой Отечественной войны в Отоваске началось создания городской промзоны, строятся различные промышленные предприятия: ТЭЦ-1, Мелькомбинат, Табачный комбинат (в народе «Табачка»), Плодоовощной комбинат, Комбинат стройматериалов, Хлебокомбинат, Молдавиншампанкомбинат и другие заводы и фабрики.

##### Упадок
После распада СССР в микрорайоне Отоваска был построен новый, самый крупный в Кишиневе промтоварный рынок «Толчок», а также Северный автовокзал и пивной завод «Efes Pilsen». Заводы и фабрики же, работавшие в Отоваске при Советском Союзе, по большей части закрылись «за нерентабельностью» и их помещения или простаивают, или сдаются в аренду. Кроме того, постоянно требующие ремонта очистные сооружения Кишинева сильно загрязняют воздух Отоваски, как и Новых Чекан, и сектора Ботаника.

## Инфраструктура

##### Жилищные условия и образование
В районе расположены многоэтажные жилые дома, которые обеспечивают жильем местных жителей.
Микрорайон имеет несколько школ и детских садов, а также профессиональную школу и технический колледж и колледж бизнеса.

##### Медицина и торговля
В Отоваске находится поликлиники и аптеки. В микрорайоне есть рынок «Каля Басарабией», сельскохозяйственные и оптовые рынки.

##### Транспорт
В микрорайоне действуют автобусная, троллейбусная и маршрутные такси сообщения. Автобусные: 23, 24, 31, 38, 39; Троллейбусные: 7, 9, 13, 16, 37; Маршрутки: 113, 121, 138, 173, 169, 184, 186, 191. И расположен Северный автовокзал.

## Промышленность и производства
В микрорайоне Отоваска, промышленность и производства представлены в основном легкой и пищевых отраслях. Имеется кирпичный завод «Macon», пивной завод «Efes Vitanta», комбинат сантехнических полуфабрикатов, Ассоциация «Agromașina» по изготовлению машин для сельскохозяйственных работ, мебельная фабрика, консервный комбинат, железобетонный завод «Beton Armat», механический экспериментальный завод «Moldocoop», комбинат игристых и марочных вин «Vismos», табачная фабрика «Tutun CTC». А также в Отоваске расположена ТЭЦ-1.